# Tlenki zasadowe
Tlenki zasadowe – tlenki metali, które w reakcji z wodą tworzą zasady (są bezwodnikami zasadowymi), a z kwasami dają sole, neutralizując je, np.:
Na
2O + H
2O → 2NaOH
Li
2O + 2HCl → 2LiCl + H
2O
Tlenki zasadowe są tworzone przez najbardziej elektrododatnie metale, np. litowce i berylowce (poza berylem) oraz tal i niektóre metale grup pobocznych, np. skand, tytan, wanad, chrom, mangan, żelazo, kobalt i nikiel. Większość z tych ostatnich tworzy tlenki na różnych stopniach utlenienia. Właściwości zasadowe mają tlenki na najniższych stopniach utlenienia. Przykładowo wśród tlenków chromu zasadowe są CrIIO i CrIII2O3, natomiast CrIVO2 jest amfoteryczny, a CrV2O5 i CrVIO3  to  tlenki kwasowe.